# Шипово
Шипово је градско насеље и сједиште истоимене општине која се налази на југу регије Босанске Крајине, у западном дијелу Републике Српске, Босна и Херцеговина. Према прелиминарним подацима пописа становништва из 2013. године, у Шипову је укупно пописано 4.052 лица. То је првенствено брдско-планинско подручје испресецано ријекама Јањем и Пливом, као и речицама Сокочницом, Лубовицом и Воларицом. У непосредној близини града налази се средњовијековна тврђава знана као Соко на Пливи.

## Географске одлике
Шипово се налази у сјеверозападном дијелу Републике Српске, око 85 километара од Бање Луке.
Терен око ушћа ријеке Јања у Пливу је равничаст и брдовит с надморском висином од око 440 м. Он се постепено уздиже и прелази у планинско подручје. Врх Велики Виторог (планина Виторог; 1906 м) представља највишу висину подручја на југу, а Бандира (планина Лисина; 1335 м) највишу висину на северу. На истоку је највиша планина Горица с врхом висине 1267 м, а на западу Чардак с врхом висине 1452 м.
Рељеф Општине Шипова сачињавају сљедеће рељефне цјелине:
1. планински масиви (Виторог, Плазеница, Равна гора, Горица, Лисина и Чардак);
2. површи и висоравни (натпољско-чуклићка, подобзирско-прибељачка и стројичко-подовска);
3. долине ријека Пливе и Јања.

Рељеф предјела Шипова највећим је дијелом грађен од седиментних кречњачких стијена и доломита. Кречњачке површине испресијецане су бројним тектонским пукотинама на којима су створене бројне форме рељефа (вртаче, увале, јаме, пећине), међу којима је најпознатија Вагањска пећина (990 метара надморске висине) с бројним украсима сталактита и сталагнита.
Градско урбано подручје смјештено је на сјеверном дијелу општине у сливу наведених ријека у којем живи око 60% цјелокупног становништва општине. У саобраћајном смислу преко Општине Шипово пролазе два важна комуникацијска правца долином ријека Пливе и Јања. То су: правац Бања Лука — Шипово — Купрес и Језеро — Шипово — Гламоч.

### Клима
У геоморфолошком погледу Шипово спада у брдско-планинско подручје које се изнад мора у просјеку диже за око 800 м. Шипово се у глобалном климатском погледу налази у појасу умјереноконтиненталне климе, с одређеним диференцијацијама које су узрок разлике у надморској висини, топографским и вегетацијским елементима. Средња годишња температура износи +10 °C, средња љетња температура износи око +20 °C а средња зимска температура креће се око 0 °C. Средња годишња инсолација износи 1800 часова или просјечно 5 сати дневно. Средња годишња релативна влажност ваздуха износи отприлике 85%. Средња вриједност падавина је 990 мм годишње. Просјечан број дана под снијегом је 120 дана а вегетациони период траје око 250 дана. Магла у Шипову је честа појава и с великим бројем дана у години. Вјетрови су честа појава на јужном дијелу општине (Јањска висораван) јер се преко Јања укрштају медитеранске и континенталне ваздушне масе.

## Историја

### Античко доба
Историја овога краја сеже у античко доба. Плодна земља, значајна рудна богатства, блага клима и повољан географски положај осигурали су да околина Шипова буде настањена од најранијих времена. Иза илирских племена Сапуата и Емантина која су припадала племенском савезу Мезеја, који су владали простором између ријека Врбаса, Саве и Босне, преостали су у долинама Јања и Пливе остаци бројних утврда и насеља. Градине, како су познате у народу а има их преко 30, припадају касном бронзаном и ранијем гвозденом добу, у периоду од 1.500 до 1.000. године п. н. е. Насеље Волари је старо илирско насеље које се звало Волораи, а заселак Сарићи носио је име Сарите.

### Римско доба
Мезеје је након слома Батоновог устанка покорио римски војсковођа Германик 9. године. Римљани су након тога подијелили до тада јединствену област на провинције Панонију и Далмацију. Шипово је припало Далмацији. У античком добу након доласка Римљана, на подручју ужег града Шипова развило се значајно управно и привредно средиште. Епиграфски налази потврдили су да је насеље имало ранг муниципија, а један од налаза потврдио је и његово тадашње име Балоие. Судећи по налазима ово насеље је ранг муниципија добило крајем 1. или на почетку 2. вијека. Центар овог муниципија налазио се на локалитету Громиле, гдје су лоцирани форум, храм, курија и статуа патрону. Врхунац је досегло током 3. и 4. вијека, a уништено је и угашено крајем 6. вијека. Насеље ове античке агломерације оставило је богате археолошке налазе. На основу евидентираног и истраженог значајнија концентрација налаза из античког периода своди се на локалитете: Громиле, Тук, Волари, Црквина, ушће ријеке Лубовице, Чифлук и Мујџићи. На основу археолошких остатака препознају се трагови насеља и рефугија, културних грађевина нехришћанског и хришћанског карактера те други артефакти. Већи број храмова чији су остаци пронађени на размјерно ограниченом подручју од Волара до Мујџића указују на то да је Балоие у римском и византијском периоду било и важно црквено сједиште, док неки извори указују и на постојање епископије Балоие.

### Други свјетски рат
Усташе су током Другог свјетског рата вршиле насиље и друге репресалије над локалним становништвом, пљачку материјалних добара и присилно унијаћење. Своје акције на подручју слива ријека Јања и Пливе отпочеле су одмах након окупације Краљевине Југославије. У Шипову је формиран Усташки табор као војно-политичка институција, а за предсједника Општине Шипово постављен је учитељ Јаков Матекало. За првог таборника постављен је Мухарем Кошмић из Волара, а за његовог замјеника Станислав Тољ, док је командир жандармеријске станице у Шипову био Јаков Бубало. Међу усташама су се истицали локални муслимани: Мујо Башић и Мехо Кос (из Шипова), Нумо Бркић и Мехо Фејзић из Волара, Бахто Шушкић и Неџиб Малкоч из Мујџића, Алија Хасић из Бешњева, Махмут Рибић из Горњег Шипова, шеф жељезничке станице Лука Тољ те кафеџије Јуре и Анте Јурановић. И прије окупације на територији Општине Шипово дјеловала је ултранационалистичка усташка организација, а као протагонисту власти су пратиле муслимана из Волара Шерифа (Тала) Кошмића, жандарског мајора аустроугарске војске.
Насиље, пљачка материјалних добара и друге репресалије присилиле су локално становништво да се одметне у шуме и тамо склони од усташа. Одметнуто становништво отпочело се груписати у војне формације. Убрзо након тога, народ је подигао устанак. Усташке власти имале су информације о устанку који се спремао судећи према извјештају Заповједништва Босанског дивизијског подручја из Травника 10. јула 1941. године, у ком се наводи да су организацију припремали четници на подручју Гламоч—Грахово—Кључ—Петровац. Групације бјегунаца по шумама настајале су око села Козила, Пљеве и Драгњић Подова и биле су предвођене Митром Тривунчићем из Пљеве, Танасијем Пролом са Козила, Перицом Васићем, Урошом Дреновићем учитељем из Герзова и другим.
Почетком септембра 1941. године у јеку усташке офанзиве на устанике вршена су масовна хапшења у Шипову и околини. Локално становништво затварано је у школи, шумарској управи и другим затворима, а затим је одвођено на Баре код Градине гдје је у периоду од 4. до 9. септембра у масовном покољу убијено. Жртве су покопане недалеко од мјеста овог злочина. Површински слој гробнице био је посут живим кречом, а слој земље био је танак; мјестимично су вириле људске руке и ноге повезане бодљикавом жицом. Након рата је при преношењу посмртних остатака на градско гробље утврђено да су усташе на том мјесту стријељале, заклале или на други начин убиле 525 Срба разних година старости. Покољ на Барама почетком септембра сматра се најмасовнијим злочином усташа на једном мјесту у овом крају. У затвору који се налазио у православном храму у Јајцу 16. септембра убијено је 158 заточених Срба, већина из Шипова. У извјештају који је сачинио заповједник Војне Крајине Мате Рупчић наводи се да су Срби убијени у храму клањем ножем. Број Срба заточених у затворима среза Јајце (коме је Шипово припадало) до сада није утврђен. Укупни демографски губици, стварни губици, пописи жртава и страдалника те поименични списак страдалих овог краја у Другом свјетском рату није до краја завршен. Према дјелимичним пописима вршеним послије рата у срезу Јајце регистровано је 31 веће стратиште, с укупних 5.400 евидентираних жртава усташких злочина 1941—1945. године.
Обим страдања локалног становништва може се сагледати пописом несталих презимена родова који су живјели на подручју данашње Општине Шипово. Увидом у Шематизме СПЦ видљиво је да су у многобројним ратовима страдањима, прогонима и расељавањима од краја 19. вијека до половине 20. вијека с подручија данашње Општине Шипово потпуно нестали родови: Пајић, Каурџић, Зијевало, Кукић, Дурђић, Велић Пневић и Андрић (из парохије Волари), Ронац, Благајић, Новак, Делић, Танасић, Драшчевић, Продан, Шакић, Родић, Алексић, Дебељак, Кукрика, Дулић, Стевановић, Кикић и Трњинић (из парохије Љуше), Вуковић, Стојић, Меселџија и Миладин (из парохије Стројица) те Јађић, Дренодоља, Тулаћ и Милиновић (из парохије Вагана).
Утврђено је да је више од 350.000 православних Срба прекрштено (унијаћено) у периоду 1941—1945. године. Појава прекрштавања православних Срба одвијала се и у тадашњем срезу Јајце. Један од случајева насилног прекрштавања одиграо се с Јованком Прпић (рођеном Гашић) из Шипова, радницом поште у Јајцу.

### Након Другог свјетског рата
Железничка пруга Шипово — Јајце укинута је 1. априла 1970. године.

### Распад Југославије
Шипово се, као и остале општине у Високој Крајини, током Грађанског рата у Босни и Херцеговини налазило у саставу Републике Српске. На подручју општине није било ратних дејстава све до септембра 1995. године, када су подручје општине окупирале Оружане снаге Републике Хрватске. Том приликом долази до егзодуса локалног становништва, почињена су и убиства оних који су остали, а након тога и пљачка дела општинске имовине. Послије преговора у Дејтону и потписивања Дејтонског мировног споразума, општина Шипово је у цјелини враћена y састав Републике Српске.

### Након Дејтонског споразума
Године 2017. у центру Шипова изграђена је спомен-чесма, на чијем врху се налази камена тепсија са питом. Споменик тепсији с питом посвећен је традиционалној јањској пити, народном јелу из овог краја.

## Привреда
Општина Шипово располаже значајним природним ресурсима: шуме, руде, ријеке (Плива, Јањ, Лубовица), обрадиве површине, ливаде и пашњаци.
Постоји више рудних налазишта: руда гипса у Воларима и Ступној; руда бентонита у Сокоцу и Греди; мрки угаљ у Брђанима; доломитни грађевински пијесак у Лубову; полиметални минерали (бакар, гвожђе, жива, манган); кристални кварц на јужним падинама Лисине. Експлоатишу се руде гипса, бентонита, као и пијесак.
Општина Шипово располаже богатим воденим ресурсима. Ријеке Плива и Јањ са својим притокама представљају потенцијал за изградњу мини проточних хидроцентрала.
Општина Шипово располаже мрежом путева укупне дужине 220 км. На асфалтне отпада 90 км, макадамске 80 km а на земљане 50 км.
У Шипову је 31. октобра 2011. отворена фабрика за производњу алкално активираног бентонита предузећа „Бентонит” и „Бентопродукт”. Већински власник је Рус Адам Витаригов коме је Влада Републике Српске 2006. дала концесију. У фабрику је уложено 4,5 милиона евра.

#### Међународна помоћ
У периоду 1996 — јул 1999. уз међународну помоћ реализована су следећа улагања на подручју шиповачке општине: поправка кућа (9.2 мил. КМ), инфраструктура (6.3 мил. КМ), школство (1.5 мил. КМ), здравство (0.5 мил. ДЕМ), пољопривреда (0.6 мил. КМ), јачање институција (0.2 мил. КМ).
У Шипову постоје двије дигиталне телефонске централе из мреже фиксне телефоније. Капацитет централе у Шипову је 3.904 прикључка, а централе у Пљеви је 368 прикључака. У градској долини функционише мобилна телефонија, доступни су сва три мобилна оператера, с тим што је ХТ телеком с ограниченим сигналом.

## Спорт
Шипово је сједиште фудбалског клуба Горица и кошаркашког клуба “Плива”

## Становништво
|             | 2013.          | 1991.           | 1981.           | 1971.          |
| Укупно      | 3 856 (100,0%) | 5 170 (100,0%)  | 3 539 (100,0%)  | 1 333 (100,0%) |
| Срби        | 3 571 (92,61%) | 3 828 (74,04%)  | 2 211 (62,48%)  | 659 (49,44%)   |
| Бошњаци     | 247 (6,406%)   | 1 155 (22,34%)1 | 1 026 (28,99%)1 | 621 (46,59%)1  |
| Неизјашњени | 10 (0,259%)    | –               | –               | –              |
| Хрвати      | 9 (0,233%)     | 14 (0,271%)     | 16 (0,452%)     | 24 (1,800%)    |
| Југословени | 6 (0,156%)     | 117 (2,263%)    | 239 (6,753%)    | 3 (0,225%)     |
| Муслимани   | 5 (0,130%)     | –               | –               | –              |
| Остали      | 3 (0,078%)     | 56 (1,083%)     | 10 (0,283%)     | 1 (0,075%)     |
| Црногорци   | 2 (0,052%)     | –               | 15 (0,424%)     | 11 (0,825%)    |
| Словенци    | 1 (0,026%)     | –               | 1 (0,028%)      | 1 (0,075%)     |
| Украјинци   | 1 (0,026%)     | –               | –               | –              |
| Босанци     | 1 (0,026%)     | –               | –               | –              |
| Албанци     | –              | –               | 14 (0,396%)     | 13 (0,975%)    |
| Македонци   | –              | –               | 6 (0,170%)      | –              |
| Мађари      | –              | –               | 1 (0,028%)      | –              |

1. 1 На пописима од 1971. до 1991. Бошњаци су пописивани углавном као Муслимани.

О пореклу и генетичкој слици Срба из Шипова постоји опсежна анализа „Срби из Шипова – порекло и генетичка слика” из јануара 2022. године.

## Галерија
- Споменик Сими Шолаји и ријека Лубовица
- Центар Шипова
- Водопак на ријеци Јањ, Јањске отоке
- Манастир Глоговац, околина Шипова